# Pancréas accessoire
 (janvier 2020).
Si vous disposez d'ouvrages ou d'articles de référence ou si vous connaissez des sites web de qualité traitant du thème abordé ici, merci de compléter l'article en donnant les références utiles à sa vérifiabilité et en les liant à la section « Notes et références ».
 (janvier 2020).
Le pancréas accessoire est une anomalie anatomique congénitale dans laquelle de petits groupes de cellules pancréatiques sont séparés du pancréas. Ces groupes de cellules sont alors situées dans le mésentère de l'intestin grêle, le mur du duodénum, la partie supérieure du jéjunum, ou plus rarement, dans la paroi de l'estomac, de l'iléon, de la vésicule biliaire ou de la rate. La condition a été décrite pour la première fois par Klob en 1859.

## Diagnostic
Les troubles pancréatiques s'accompagnent souvent de faiblesse et de fatigue. Les antécédents médicaux peuvent révéler des troubles antérieurs des voies biliaires ou du duodénum, des traumatismes abdominaux ou une chirurgie, et des troubles métaboliques tels que le diabète sucré. L'historique des médicaments doit être détaillé et inclure spécifiquement l'utilisation des thiazides, du furosémides, des œstrogènes, des corticostéroïdes, des sulfonamides et des opiacés. Notez des antécédents familiaux de troubles pancréatique. Durant l'examen des systèmes, obtenez une description complète de toute douleur dans le haut de l'abdomen ou la région épigastrique. Les symptômes qui peuvent être importants en relation avec les troubles pancréatiques sont le prurit, les douleurs abdominales, la dyspnée, les nausées et les vomissements. L'évaluation fonctionnelle comprend des données sur les habitudes alimentaires et la consommation d'alcool du patient.
Toute agitation, bouffées vasomotrices ou diaphorèse pendant l'examen sont à noter. Les signes vitaux peuvent révéler une fièvre de bas grade, une tachypnée, une tachycardie et une hypotension. la peau est inspectée pour un Ictère. Évaluez l'abdomen pour la distension, la sensibilité, la décoloration et les bruits intestinaux diminués. Les tests et procédures utilisés pour diagnostiquer les troubles pancréatiques comprennent des analyses en laboratoire du sang, de l'urine, des selles et du liquide pancréatique et des études d'imagerie. Des études sanguines spécifiques utilisées pour évaluer la fonction pancréatique comprennent des mesures des taux sériques d'amylase, de lipase, de glucose, de calcium et de triglycérides. Des tests de clairance de l'amylase urinaire et de l'amylase rénale peuvent également être commandés. Les échantillons de selles peuvent être analysés pour la teneur en matières grasses.  Le test de stimulation de la sécrétine mesure la concentration de bicarbonate de liquide pancréatique après l'administration de sécrétine par voie intraveineuse pour stimuler la production de liquide pancréatique.

## Traitement
Le traitement du pancréas accessoire dépend de l'emplacement et de l'étendue du tissu lésé.  La chirurgie peut être une option, ou certains médecins commandent des antibiotiques prophylactiques.